# Liste des châteaux de Fife
Cette liste recense les principaux châteaux du council area de Fife en Écosse.

## Liste
| Nom                     | Type              | Date                 | Condition               | Propriétaire                | Localisation                                    | Notes                                               | Image |
| ----------------------- | ----------------- | -------------------- | ----------------------- | --------------------------- | ----------------------------------------------- | --------------------------------------------------- | ----- |
| Château d'Aberdour      | Maison-tour       | XIIIe siècle         | En ruines               | Historic Scotland           | Aberdour, 56° 03′ 18″ N, 3° 17′ 48″ O           | Classé en catégorie A. Plafonds peints.             |       |
| Tour d'Arnot            | Maison-tour       | XVIe siècle          | En ruines               | Privé                       | Leslie, 56° 12′ 04″ N, 3° 16′ 53″ O             | Classé en catégorie B.                              |       |
| Château de Balgonie     | Maison-tour       | XIVe siècle          | En ruines               | Privé                       | Milton of Balgonie, 56° 11′ 40″ N, 3° 06′ 28″ O | Classé en catégorie A.                              |       |
| Château de Ballinbreich | Maison-tour       | XIIIe siècle         | En ruines               | Privé                       | Flisk, 56° 22′ 16″ N, 3° 10′ 49″ O              | Classé en catégorie A.                              |       |
| Château de Balwearie    | Maison-tour       | XVe siècle           | En ruines               |                             | Kirkcaldy, 56° 06′ 02″ N, 3° 12′ 17″ O          |                                                     |       |
| Château de Collairnie   | Tour              | XVIe siècle          | En ruines               | Privé                       | Dunbog, 56° 20′ 31″ N, 3° 07′ 26″ O             | Classé en catégorie A. Plafonds peints héraldiques. |       |
| Château de Couston      | Maison-tour       | XVIIe siècle         | Restauré                | Privé                       | Aberdour, 56° 03′ 05″ N, 3° 20′ 13″ O           | Classé en catégorie C.                              |       |
| Palais de Culross       | Maison historique | XVIe siècle          | Préservé                | National Trust for Scotland | Culross, 56° 03′ 20″ N, 3° 37′ 52″ O            | Classé en catégorie A. Plafonds peints.             |       |
| Château de Dairsie      | Maison-tour       | XVIe siècle          | Restauré                | Privé                       | Dairsie, 56° 19′ 59″ N, 2° 57′ 00″ O            | Classé en catégorie B.                              |       |
| Château de Denmylne     |                   | XVIe siècle          | En ruines               | Privé                       | Newburgh, 56° 20′ 40″ N, 3° 12′ 58″ O           | Classé en catégorie A.                              |       |
| Château de Dunimarle    | Maison historique | XVIIIe siècle        | Habité                  | Privé                       | Culross, 56° 03′ 18″ N, 3° 38′ 37″ O            | Classé en catégorie A.                              |       |
| Château d'Earlshall     | Maison historique | XVIe siècle          | Restauré                | Privé                       | Leuchars, 56° 22′ 44″ N, 2° 52′ 06″ O           | Classé en catégorie A. Galerie peinte.              |       |
| Palais de Falkland      | Maison historique | XVe siècle           | Préservé                | National Trust for Scotland | Falkland, 56° 15′ 14″ N, 3° 12′ 23″ O           | Classé en catégorie A.                              |       |
| Château de Fernie       | Maison-tour       | XVIe siècle          | Remodelé au XIXe siècle | Family Werner               | Letham, 56° 19′ 14″ N, 3° 06′ 27″ O             | Classé en catégorie B.                              |       |
| Château de Fordell      | Maison-tour       | XVIe siècle          | Restauré                | Privé                       | Dalgety, 56° 03′ 12″ N, 3° 22′ 14″ O            | Classé en catégorie A.                              |       |
| Palais de Halyards      |                   | XVIe siècle          | En ruines               |                             | Auchtertool, 56° 06′ 31″ N, 3° 16′ 09″ O        |                                                     |       |
| Château de Kellie       | Maison historique | XIVe siècle          | Préservé                | National Trust for Scotland | Arncroach, 56° 14′ 14″ N, 2° 46′ 33″ O          | Classé en catégorie A.                              |       |
| Château de Lochore      | Tour              | XIVe siècle          | En ruines               |                             | Glencraig, 56° 08′ 42″ N, 3° 19′ 46″ O          | Classé en catégorie B.                              |       |
| Château de Lordscairnie | Maison-tour       | XVe siècle           | En ruines               | Privé                       | Cupar, 56° 20′ 55″ N, 3° 03′ 15″ O              | Classé en catégorie B.                              |       |
| Château MacDuff         | Tour              | XVIe siècle          | En ruines               | Wemyss Estate               | East Wemyss, 56° 09′ 43″ N, 3° 03′ 22″ O        | Classé en catégorie B.                              |       |
| Château de Myres        | Maison-tour       | XVIe siècle          | Préservé                | Privé                       | Auchtermuchty, 56° 17′ 07″ N, 3° 13′ 35″ O      | Classé en catégorie B.                              |       |
| Château de Newark       | Château fort      | XVIe siècle          | En ruines               |                             | St Monans, 56° 12′ 05″ N, 2° 46′ 34″ O          | Classé en catégorie B.                              |       |
| Château de Pittarthie   | Maison fortifiée  | XVIIe siècle         | En ruines               |                             | Dunino, 56° 16′ 19″ N, 2° 46′ 30″ O             | Classé en catégorie B.                              |       |
| Château de Piteadie     |                   | XVe siècle           | En ruines               | Privé                       | Kinghorn, 56° 05′ 21″ N, 3° 11′ 42″ O           | Classé en catégorie B.                              |       |
| Château de Pitreavie    | Maison-tour       | XVIIe siècle         | Préservé                | Privé                       | Dunfermline, 56° 02′ 54″ N, 3° 25′ 01″ O        | Classé en catégorie A.                              |       |
| Château de Ravenscraig  |                   | Milieu du XVe siècle | En ruines               | Historic Scotland           | Kirkcaldy, 56° 07′ 10″ N, 3° 08′ 29″ O          | Classé en catégorie A.                              |       |
| Château de Rossend      | Maison-tour       | XVIe siècle          | Préservé                | Privé                       | Burntisland, 56° 03′ 26″ N, 3° 14′ 28″ O        | Classé en catégorie B.                              |       |
| Château de Rosyth       | Maison-tour       | XVe siècle           | En ruines               | Privé                       | Rosyth, 56° 01′ 38″ N, 3° 26′ 12″ O             | Classé en catégorie A.                              |       |
| Manoir de Rumgally      | Manoir            |                      | Préservé                | Privé                       | Rathillet, 56° 19′ 22″ N, 2° 57′ 32″ O          | Classé en catégorie C.                              |       |
| Château de St Andrews   | Château fort      | XIIIe siècle         | En ruines               | Historic Scotland           | Saint Andrews, 56° 20′ 32″ N, 2° 47′ 24″ O      | Classé en catégorie A.                              |       |
| Tour de Scotstarvit     | Maison-tour       | XVIe siècle          | Préservé                | Historic Scotland           | Cupar, 56° 17′ 23″ N, 3° 01′ 01″ O              | Classé en catégorie A.                              |       |
| Château de Wemyss       | Maison historique | XVe siècle           | Préservé                |                             | West Wemyss, 56° 08′ 39″ N, 3° 04′ 51″ O        | Classé en catégorie A.                              |       |